# Kensal Green
Kensal Green is een wijk in het Londense bestuurlijke gebied Brent, in de regio Groot-Londen.
De plaats, die vroeger een aparte stad in Middlesex was, heeft sinds  ca. 1965 de reputatie van een wijk, waar veel "vrije vogels" leven, die zich nogal eens te buiten gaan aan softdrugs,  en mensen, die hun brood verdienen in de kranten- en showbusiness, en ook wel ex-profsporters. Er zijn nogal wat trendy horecagelegenheden te vinden. Kensal Green is bovendien makkelijk per openbaar vervoer te bereiken, zowel met de metro vanuit Londen als per trein vanuit elders in Engeland.
Op de plaatselijke begraafplaats, Kensal Green Cemetery, liggen veel Engelse celebrities  begraven.  Onder hen zijn vooral veel beroemdheden uit de 19e-eeuwse literatuur, zoals William Makepeace Thackeray en Sir Anthony Trollope. De crematieplechtigheid van Ingrid Bergman vond hier ook plaats, hoewel haar as hier niet is bewaard maar elders is verstrooid. De beroemde schrijver Harold Pinter, alsmede enkele leden van de Britse koninklijke familie, liggen er ook begraven.Dit alles heeft deze begraafplaats ook tot een toeristische attractie gemaakt.

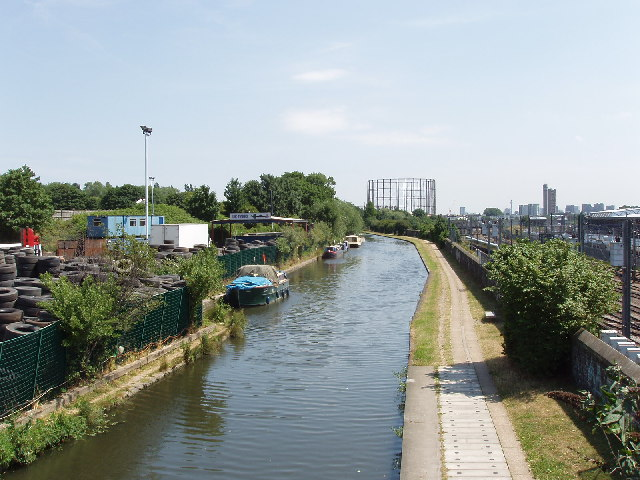
Grand Union Canal bij Kensal Green
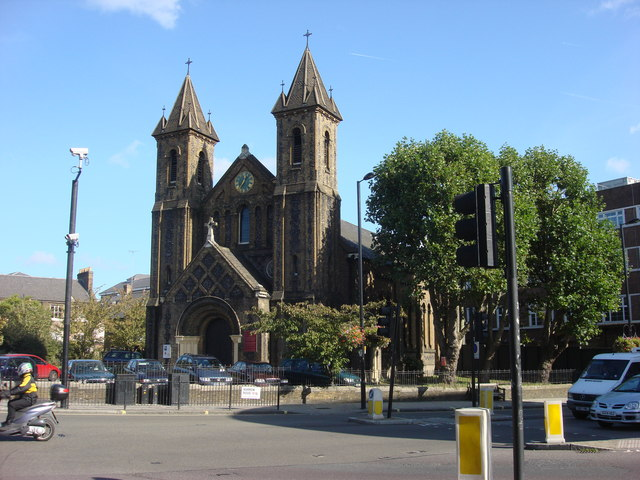
Kerk van St John the Evangelist, Kensal Green
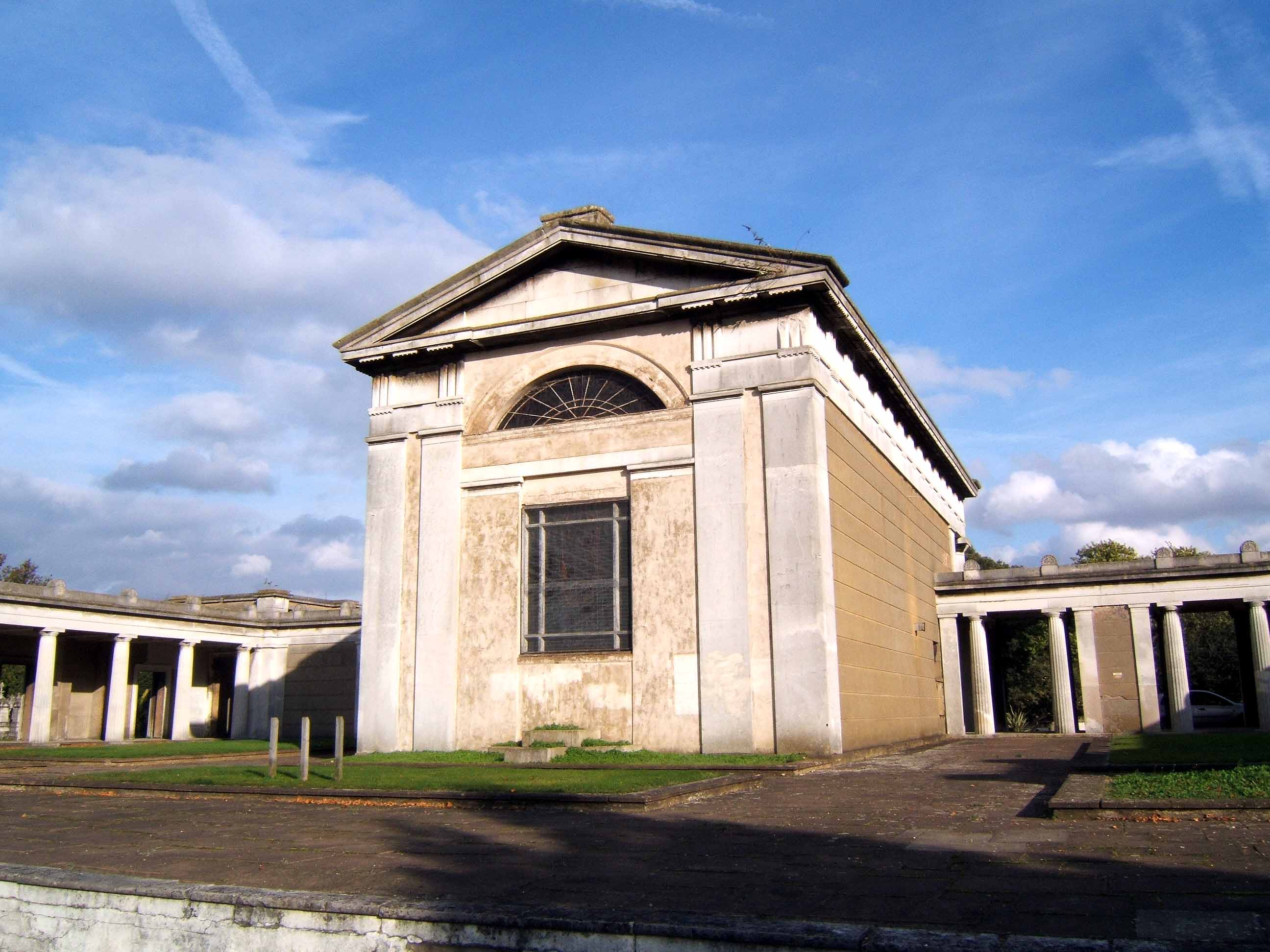
Begraafplaats van Kensal Green